# Хронологія рекордів України з бігу на 1500 метрів серед чоловіків
Рекорди України з бігу на 1500 метрів визнаються Федерацією легкої атлетики України з-поміж результатів, які показали українські легкоатлети на відповідній дистанції на біговій доріжці стадіону, за умови дотримання встановлених вимог.

## Хронологія рекордів
| | Час     | Атлет                            | Місто змагань | Дата змагань  | Примітки      | Відео |
| --- | ------- | -------------------------------- | ------------- | ------------- | ------------- | ----- |
| 1 | 4.50,0  | Володимир Колпиков Київ          | Харків        | 12-15.08.1921 |               |       |
| I Всеукраїнська олімпіада, спортивний майданчик «Гельферіх-Саде», ф1: 1. Володимир Колпиков 4.50,0. |         |                                  |               |               |               |       |
| 2 | 4.41,6  | Володимир Колпиков Київ          | Київ          | 03.08.1922    |               |       |
| Тиждень спорту, ф1: 1. Володимир Колпиков 4.41,6. |         |                                  |               |               |               |       |
| 3 | 4.34,9  | Володимир Колпиков Київ          | Харків        | 16.08.1922    |               |       |
| II Всеукраїнська олімпіада, ф1: 1. Володимир Колпиков 4.34,9. |         |                                  |               |               |               |       |
| 4 | 4.34,6  | Федір Юрима Харків               | Харків        | 20-31.07.1927 |               |       |
| |         |                                  |               |               |               |       |
| 5 | 4.26,2  | Володимир Кожушко Київ           | Харків        | 16-21.08.1927 |               |       |
| Спартакіада УСРР, ф1: 1. Володимир Кожушко 4.26,2. |         |                                  |               |               |               |       |
| 6 | 4.23,5  | Андрій Шамарин Харків            | Харків        | 04.10.1929    |               |       |
| |         |                                  |               |               |               |       |
| 7 | 4.22,8  | Андрій Шамарин Харків            | Харків        | 15-16.10.1929 | [ 1 ]         |       |
| |         |                                  |               |               |               |       |
| 8 | 4.18,2  | Олександр Єрмаков Харків         | Харків        | 11.07.1931    |               |       |
| Республіканські відбіркові змагання для участі в Міжнародній робітничій олімпіаді (Берлін), ф1: 1. Олександр Єрмаков 4.18,2. |         |                                  |               |               |               |       |
| 9 | 4.16,3  | Федір Юрима Харків               | Харків        | 08.08.1931    |               |       |
| |         |                                  |               |               |               |       |
| 10 | 4.13,3  | Павло Савельєв Київ              | Київ          | 11.07.1935    |               |       |
| |         |                                  |               |               |               |       |
| 11 | 4.08,1  | Павло Савельєв Київ              | Харків        | 18.07.1936    |               |       |
| |         |                                  |               |               |               |       |
| 12 | 4.07,1  | Павло Савельєв Київ              | Харків        | 07.1936       |               |       |
| |         |                                  |               |               |               |       |
| 13 | 4.04,6  | Іван Муренко Дніпропетровськ     | Київ          | 23-24.08.1937 |               |       |
| Загальносоюзні змагання майстрів спорту. |         |                                  |               |               |               |       |
| 14 | 4.03,8  | Павло Савельєв Київ              | Харків        | 30.06.1939    | [ 2 ] [ 3 ]   |       |
| Республіканська першість спортивного товариства «Динамо» (Спартакіада РСЧА — «Динамо»), стадіон «Динамо», ф2: 1. Олександр Пугачевський (Москва) 3.56,6 (рекорд СРСР). 2. Павло Савельєв. Проміжний час О.Пугачевського: 400 м — 61,0; 800 м — 2.03,0; 1000 м — 2.36,8; 1200 м — 3.09,0. |         |                                  |               |               |               |       |
| 15 | 4.03,0  | Семен Селезньов Львів            | Харків        | 03.09.1947    |               |       |
| |         |                                  |               |               |               |       |
| 16 | 4.00,6  | Микола Бєлокуров Дніпропетровськ | Москва        | 07.09.1949    | [ 4 ]         |       |
| Чемпіонат СРСР, стадіон "Динамо", забіг. |         |                                  |               |               |               |       |
| 17 | 3.57,4  | Микола Бєлокуров Дніпропетровськ | Москва        | 09.09.1949    | [ 4 ]         |       |
| Чемпіонат СРСР, стадіон "Динамо", ф2: 1. Ерік Веєтиусме (Таллінн) 3.54,8. 2. Микола Бєлокуров 3.57,4. 3. В. Заварухін (Москва) 3.58,0. 4. Федір Суслов (Москва) 3.59,0. 5. Михайло Вельсвебель (Таллінн) 4.00,4. 6. Михайло Сидоренко (Мінськ) 4.00,6. 7. Анатолій Черемних (Київ) 4.00,8. 8. Леонід Ілімешко (Київ) 4.01,2. 9. Павло Дьомін (Москва) 4.01,4. 10. Юрій Шапкайц (Ленінград) 4.02,4. |         |                                  |               |               |               |       |
| 18 | 3.54,0  | Микола Бєлокуров Дніпропетровськ | Київ          | 18.06.1950    |               |       |
| |         |                                  |               |               |               |       |
| | 3.54,0  | Микола Бєлокуров Дніпропетровськ | Москва        | 16-21.07.1950 | [ 5 ] [ 6 ]   |       |
| Загальносоюзні змагання, стадіон "Динамо", ф2: 1. Ерік Веєтиусме (Таллінн) 3.52,4. 2. Микола Бєлокуров 3.54,0. 3. В. Заварухін (Москва) 3.55,2. Змагання проходили з метою відбору найсильніших легкоатлетів країни до збірної команди СРСР для участі в матчевій зустрічі зі збірною Угорщини. Разом з цим були розіграні засновані Загальносоюзним комітетом у справах фізичної культури та спорту перехідні призи пам'яті братів Знаменських у бігу на 1500 та 5000 метрів. |         |                                  |               |               |               |       |
| 19 | 3.52,2  | Микола Бєлокуров Дніпропетровськ | Москва        | 31.07.1950    | [ 6 ]         |       |
| Матчева зустріч СРСР-Угорщина, стадіон "Динамо", ф3: 1. Шандор Гараї 3.49,8. 2. Ерік Веєтиусме 3.50,4 (рекорд СРСР). 3. Микола Бєлокуров 3.52,2. 4. Ерно Береш 3.52,4. "... десятки тисяч глядачів, які заповнили московський стадіон «Динамо» під час матчу СРСР-Угорщина, ... мали можливість спостерігати захоплюючі змагання бігунів міжнародного класу. Від команди Угорщини на старт вийшли молодий, але вже такий, який відмінно себе зарекомендував, бігун Е. Береш та багаторазовий учасник міжнародних змагань, чемпіон міжнародних студентських ігор 1949 р. Шандор Гараї. СРСР в цьому бігу представляв рекордсмен країни Ерік Веєтиусме та Микола Бєлокуров. Від старту та до фінішу це були змагання рівних за силою конкурентів. Перше коло лідирував Бєлокуров, він пройшов 400 м за 59 сек. На другому колі Белокурова змінює Веєтиусме. Темп бігу майже не знижується: 800 м пройдені за 2 хв. 2,5 сек, 1000 м - за 2 хв. 35 сек... Вся четвірка учасників біжить щільною групою. Після 1000 м знову виходить вперед Бєлокуров, за коло до фінішу лідером знову стає Веєтиусме. Радянські бігуни впродовж всієї дистанції намагались вести біг у сильному темпі. Веєтиусме явно розраховував на новий рекорд. Угорські спортсмени аж до завершального відрізку дистанції притримувались вичікувальної тактики, слідуючи щільно за ведучими. За 200 м до фінішу відбувся сильний ривок Гараї. Веєтиусме кидається за ним, докладає усіх сил до того, щоб не відпустити суперника. Однак просвіт у 4-5 м, що був створений, так і залишився до фінішу незмінним. Кожен з чотирьох учасників цього бігу показав свій найкращий час. Веєтиусме знову, як і рік назад, встановив новий рекорд СРСР." Хинчук Л. Л., Михайлова Г. И. Легкая атлетика в СССР. Соревнования, достижения, рекорды. 1888-1950 гг. — Москва : «Физкультура и спорт», 1951. — С. 82. |         |                                  |               |               |               |       |
| 20 | 3.50,6  | Микола Бєлокуров Дніпропетровськ | Київ          | 27.05.1952    |               |       |
| |         |                                  |               |               |               |       |
| 21 | 3.48,6  | Микола Бєлокуров Дніпропетровськ | Київ          | 11.06.1952    | [ 7 ]         |       |
| Міжнародні змагання, Республіканський стадіон ім. М.Хрущова, ф3. |         |                                  |               |               |               |       |
| 22 | 3.47,4  | Василь Перепелиця Одеса          | Київ          | 05.07.1956    |               |       |
| Спартакіада УРСР, Республіканський стадіон ім. М.Хрущова, ф1: 1. Василь Перепелиця 3.47,4. |         |                                  |               |               |               |       |
| 23 | 3.46,5  | Федір Ковтун Київ                | Київ          | 17.05.1958    |               |       |
| |         |                                  |               |               |               |       |
| | 3.46,5  | Віктор Валявко Київ              | Київ          | 13-14.07.1958 | [ 8 ]         |       |
| Матчева зустріч УРСР-Угорщина, Республіканський стадіон ім. М.Хрущова, ф2: 1. Іштван Рожовельді . 2. Віктор Валявко 3.46,5. 3. Шандор Іхарош . "Чимало іменитих учасників були і в складі збірної Угорщини, яку кияни побачили 13–14 липня на Центральному стадіоні. У ряді видів програми відбулися дуже напружені поєдинки, які закінчилися народженням нових високих результатів. ... Уславлені угорські бігуни Іштван Рожовельді та Шандор Іхарош – неодноразові рекордсмени Європи і світу – не звернули уваги на скромного київського першорозрядника Віктора Валявка. Гості спокійно лідирували в бігу на 1500 м. Та коли до фінішу залишилося 300 м, киянин зробив стрімкий ривок, цілком несподіваний для суперників. Ціною величезних зусиль Іштван Рожовельді все ж наздогнав Валявка і випередив його на фініші, а славнозвісний Іхарош був лише третім. Валявко повторив рекорд України – 3.46,5." Бєлих М. О., Богачик П. Т., Синицький З. П. Легкоатлети України. Видання друге, доповнене і перероблене. — Київ : «Здоров'я», 1979. — С. 77-78. |         |                                  |               |               |               |       |
| 24 | 3.44,6  | Віктор Валявко Київ              | Київ          | 27.10.1959    | [ 9 ]         |       |
| ф1: 1. Віктор Валявко 3.44,6. |         |                                  |               |               |               |       |
| 25 | 3.41,0  | Іван Бєлицький Одеса             | Пало-Альто    | 22.07.1962    | [ 10 ]        |       |
| Матчева зустріч СРСР-США, Стенфордський стадіон, ф2: 1. Джим Бітті 3.39,9. 2. Іван Бєлицький 3.41,0. 3. Кейт Форман 3.41,2. 4. Василь Савінков 3.48,8. "Біг на цій дистанції проходив між Дмимом Бітті, Кейтом Форменом та Іваном Бєлицьким. Василь Савінков з самого початку бігу став аутсайдером. Коли Бітті та Формен за 150 метрів до фінішу обійшли одесита, здавалось, що і цього разу рахунок буде … на користь США. Проте, продемострувавши блискучу техніку та нестримну волю до перемоги, Бєлицький на 3,9 сек покращив особистий рекорд, на 0,1 сек - рекорд СРСР та вийшов на друге місце. Виступ Бєлицького мав виключний моральний вплив на радянських атлетів. У видах, що залишались, вони виграють 40:23 та виводять команду СРСР до перемоги з рахунком 173:169." И в Пало-Альто победа. Матч СССР-США 173:169 // Легкая атлетика. — 1962. — № 9. — С. 21. |         |                                  |               |               |               |       |
| 26 | 3.40,5  | Володимир Пантелей Харків        | Київ          | 20.08.1969    | [ 11 ] [ 12 ] |       |
| Чемпіонат СРСР, Центральний стадіон, ф1: 1. Володимир Пантелей 3.40,5. 2. Анатолій Верлан (Кемерово) 3.41,1. 3. Олег Райко (Ленінград) 3.41,7. Юрій Макаров (Фрунзе) 3.42,2. Микола Крутолапов (Москва) 3.42,5. Геннадій Абабков (Курган) 3.44,7. Раіс Юнусов (Ташкент) 3.46,2. Вольдемар Шпар (Алма-Ата) 3.46,6. |         |                                  |               |               |               |       |
| 27 | 3.39,6  | Володимир Пантелей Харків        | Москва        | 08.06.1972    | [ 13 ]        |       |
| Міжнародні змагання на призи газети «Правда», Центральний стадіон імені В. І. Леніна, ф2: 1. Михайло Желобовський (Мінськ) 3.39,6. 2. Володимир Пантелей 3.39,6. 3. Олег Райко (Ленінград) 3.40,8. 4. Віктор Семяшкін (Ленінград) 3.41,2. 5. Володимир Довбенко (Алма-Ата) 3.42,0. 6. Валерій Сокур (Львів) 3.42,2. 7. Михайло Улимов (Волгоград) 3.42,4. 8. Володимир Яровенко (Київ) 3.42,6. |         |                                  |               |               |               |       |
| 28 | 3.37,8  | Володимир Пантелей Харків        | Гельсінкі     | 28.06.1973    | [ 14 ] [ 15 ] |       |
| Рекорд СРСР. Всесвітні ігри, Олімпійський стадіон, ф8: 1. Фільберт Байї 3.34,6. 2. Девід Воттл 3.36,2. 3. Бенджамін Джипчо 3.36,6. 4. Жак Боксберже 3.36,8. 5. Франческо Арезе 3.36,8. 6. Пекка Пяйвярінта 3.37,2. 7. Майк Бойт 3.37,6. 8. Володимир Пантелей 3.37,8. 9. Том Біргер Гансен 3.37,8. 10. Андре де Хертоге 3.38,0. |         |                                  |               |               |               |       |
| 29 | 3.35,8  | Віталій Тищенко Ніжин            | Сочі          | 23.05.1980    | [ 16 ] [ 17 ] |       |
| Матчева зустріч РРФСР-УРСР-Москва-Ленінград, Центральний стадіон, ф2: 1. Володимир Малоземлін (Тольятті) 3.35,4 (рекорд СРСР). 2. Віталій Тищенко 3.35,8. 3. Микола Кіров (Гомель) 3.36,3 (поза конкурсом). 4. Павло Яковлев (Улан-Уде) 3.36,4. 5. Володимир Єрохін (Ставрополь) 3.38,8. 6. Сергій Сергеєв (Москва) 3.39,3. 7. Василь Шостенко (Житомир) 3.39,5. Сергій Сафроненко (Ленінград) 3.40,9. Валерій Торопов (Ленінград) 3.41,3. Дмитро Корнєєв (Москва) 3.41,4. Рінат Алтингужин (Уфа) 3.43,9. |         |                                  |               |               |               |       |
| 30 | 3.34,27 | Андрій Булковський Львів         | Сен-Дені      | 03.06.1996    | [ 18 ]        |       |
| L'Humanité, Стад де Франс, ф4: 1. Нуреддін Морселі 3.32,47. 2. Дрісс Маазузі 3.34,08. 3. Стівен Кіпкорір 3.34,26. 4. Андрій Булковський 3.34,27. 5. Нуреддін Бехар 3.34,46. 6. Ерік Дюбю 3.34,73. 7. Бенсон Коеч 3.34,75. 8. Абделькадер Чехемані 3.34,77. 9. Мікаель Даміан 3.35,47. 10. Андрій Логінов 3.35,93. 11. Бранко Зорко 3.36,23. 12. Пол Макмуллен 3.36,24. |         |                                  |               |               |               |       |
| 31 | 3.33,67 | Іван Гешко Хмельницький          | Мілан         | 03.06.2003    | [ 19 ]        |       |
| Ніч Мілана, Арена Чівіка, ф1: 1. Іван Гешко 3.33,67. 2. Айзек Сонгок 3.33,71. 3. Тімоті Кіптануї 3.34,07. 4. Алекс Роно 3.34,77. 5. Вольфрам Мюллер 3.35,50. 6. Мануель Дам'яо 3.35,84. 7. Майкл Іст 3.36,28. 8. Крістіан Обріст 3.36,36. 9. Фуад Чукі 3.36,54. 10. Аніс Сельмуні 3.36,83. 11. Джеймс Нолан 3.37,81. 12. Лоренцо Перроне 3.38,96. 13. Фабіо Леттьєрі 3.40,49. 14. Лоренцо Ладзарі 3.42,66. 15. Козімо Кальяндро 3.51,64. 16. Даніеле Капеціо 3.52,44. |         |                                  |               |               |               |       |
| 32 | 3.32,01 | Іван Гешко Хмельницький          | Острава       | 12.06.2003    | [ 20 ]        |       |
| Золота шиповка, Міський стадіон, ф3: 1. Корнеліус Чірчір 3.31,17. 2. Вільям Чірчір 3.31,70. 3. Іван Гешко 3.32,01. 4. Алекс Роно 3.32,60. 5. Бернард Лагат 3.34,24. 6. В'ячеслав Шабунін 3.34,97. 7. Ентоні Вайтмен 3.36,40. 8. Збігнєв Грачик 3.37,09. 9. Міхал Шнебергер 3.37,10. 10. Юсеф Абді 3.37,18. 11. Бенджамін Кіпкіруї 3.37,53. 12. Вольфрам Мюллер 3.37,77. 13. Майкл Іст 3.38,91. 14. Роберт Роно 3.39,85. 15. Девід Лелеї 3.43,98. 16. Владімір Бартунєк 3.44,58. Роман Оравец DNF. Пол Корір DNF. |         |                                  |               |               |               |       |
| 33 | 3.30,33 | Іван Гешко Хмельницький          | Брюссель      | 03.09.2004    | [ 21 ]        |       |
| Меморіал ван Дамме, Стадіон імені короля Бодуена, ф2: 1. Тімоті Кіптануї 3.30,24. 2. Іван Гешко 3.30,33. 3. Алекс Роно 3.30,46. 4. Бернард Лагат 3.30,73. 5. Руй Сільва 3.30,90. 6. Айзек Кіпроно Сонгок 3.32,02. 7. Вільям Чірчір 3.32,10. 8. Корнеліус Чірчір 3.32,38. 9. Алі-Саїді Сіф 3.32,46. 10. Камаль Булахфане 3.32,59. 11. Альваро Фернандес Сересо 3.32,88. 12. Хуан Карлос Ігеро 3.32,95. 13. Лабан Ротіч 3.37,58. 14. Тім Клербу 3.37,85. Артемон Хатунгімана DNF. Реєс Естевес DNF. Пол Корір DNF. Бенджамін Кіпкіруї DNF. |         |                                  |               |               |               |       |
| 20 років, 195 днів від дати встановлення |         |                                  |               |               |               |       |